# Reuzenkolibrie
De reuzenkolibrie (Patagona gigas) is een vogel uit de familie Trochilidae (Kolibries).

## Kenmerken
De vogel is 20 tot 23 cm lang en weegt gemiddeld 18,5 tot 20,2 g (maximaal 23 gram). Het verenkleed is effen bruinachtig met lichte stuitveren, hetgeen bij beide geslachten gelijk is.

## Leefwijze
Hun voedsel bestaat uit insecten en honing. Ze zijn derhalve te vinden bij bosjes schijfcactussen en reuzenbromelia’s, waaraan ze vaak even hangen. Het is een agressieve vogel die andere vogels van zijn foerageerplekken wegjaagt.

## Voortplanting
Het nest is klein en komvormig en gemaakt van mossen en korstmossen, op een vlakke tak, soms op een cactusstengel. Het nest lijkt te klein voor een vogel van deze omvang.

## Verspreiding
De reuzenkolibrie komt voor als standvogel in het Andesgebergte in Zuid-Amerika van Ecuador tot Chili en het laagland van westelijk Argentinië, rond droge valleien en steppeachtige hellingen. Door zijn omvang kan hij de lage temperaturen in de bergen verdragen.

## Status
Het is een niet zo algemene vogel waarvan de populatie niet gekwantificeerd is. Er is geen aanleiding te veronderstellen dat de soort in aantal achteruit gaat. Om deze redenen staat de reuzenkolibrie als niet bedreigd op de Rode Lijst van de IUCN.

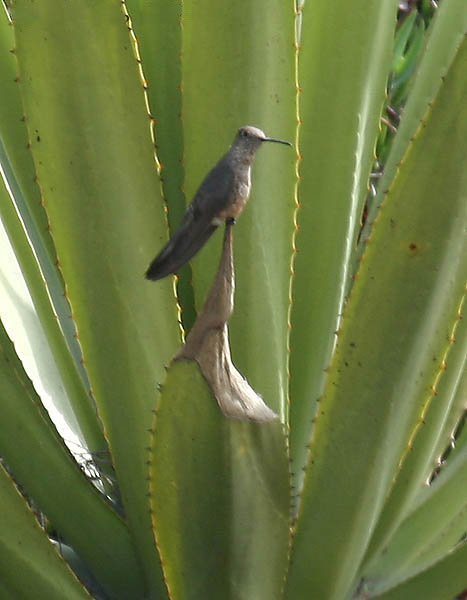
Reuzenkolibrie bij cactus